# ドクターセレクト
株式会社ドクターセレクト（英: Dr.Select Co., Ltd）は、2010年に創立、東京都中央区に本社を置く化粧品メーカーである。 
化粧品の企画・販売が主な事業であり日本をはじめとしたアジア圏を中心に卸売事業/OEM事業/美容機器販売事業を展開している。

## 沿革
- 2011年
  - セレクト オーガニック スパ 発売
- 2012年
  - エクセリティー ドクターセレクト 200000プラセンタドリンク 発売
  - エクセリティー スキンケアシリーズ 発売
  - エクセリティードクターセレクト プラセンタゼリー 発売
- 2013年
  - エクセリティー ドクターセレクト 250000プラセンタドリンク 発売
  - エクセリティー ドクターセレクト 250000プラセンタドリンク プレミアム 発売
  - 銀座サプリ 発売
- 2014年
  - フィーノザイム 310 発売
  - medi CARV 発売
- 2015年
  - エクセリティー ドクターセレクト 300000プラセンタドリンク 発売[1]
- 2016年
  - VIAGE 発売
  - 麗美 発売[2]
  - FKミネラル 発売[3]
- 2017年
  - medi AQUA 発売[4]
  - エクセリティー ドクターセレクト 320000プラセンタドリンク 発売
- 2018年 - medi LINE 発売
- 2019年
  - シリカニードル +Hg 発売
  - Huma-stemells（ヒューマステメル） 発売
- 2021年 - エクセリティー ドクターセレクト ホワイトニングシリーズ 発売

## 受賞歴
- 美容経済新聞社主催　エステティック通信ベストアイテム[5][6][7]
  - 店販品部門（2016年・2017年・2018年・2023年）
  - フェイシャル部門（2020年・2021年・2022年）
- 2024年　日本美容企業大賞2024 受賞[8]